# Московско-Смоленский регион Московской железной дороги
Московско-Смоленский регион МЖД — один из 8 регионов Московской железной дороги.
В составе региона 97 станций на 4-х радиальных направлениях МЖД — киевском, смоленском, савёловском, рижском и Большом кольце (БМО). Персонал — более 1500 железнодорожников-движенцев. Ещё около 400 человек состоят в штате станции Бекасово-Сортировочное, которая в финансово-экономическом отношении выделена в отдельную структурную единицу, однако по эксплуатационной работе входит в Московско-Смоленский регион.
По полигону ДЦС-3 проходят действующие линий диаметров, МЦД-1, МЦД-2 и МЦД-4 (3 из 4 их половинных участков).

## История
Московско-Смоленское отделение было создано приказом Министра путей сообщения СССР в марте 1960 г.
До 2001 г. Московско-Смоленское отделение являлось юридическим лицом, в июле 2001 г. оно было реорганизовано путём присоединения к ФГУП «Московская железная дорога» МПС РФ и приобрело статус филиала.
С октября 2003 г. в связи с созданием ОАО «Российские железные дороги» являлось обособленным структурным подразделением Московской железной дороги- филиала ОАО «Российские железные дороги». Отделение упразднено с 1 января 2011 г. связи со структурной реформой железнодорожного транспорта и переходом на безотделенческую систему работы. 
Начальниками Московско-Смоленского отделения в разные годы были Иван Левшин, Александр Гринёв, Анатолий Калинин, Виктор Сехин, Михаил Степченков, Александр Королёв, Василий Фролов. Последний начальник Московско-Смоленского отделения Московской железной дороги, он же с 2011 до 2015 года заместитель начальника МЖД по региону — Борис Мяготин.
В 2011 году на основе бывшего отделения образован Московско-Смоленский регион. При этом его границы не полностью совпадают с границами бывшего отделения. Участок Костино — Наугольный (исключая) Большого кольца МЖД был передан от Московско-Курского отделения. Все раздельные пункты на территории региона стали входить в созданный Московско-Смоленский центр организации работы железнодорожных станций ДЦС-3 Московской дирекции управления движением. По числу обслуживаемых станций (97+Бекасово-Сортировочное) это самой крупный ДЦС на Московской магистрали.
В 2013 году границы регионов были немного изменены: по Алексеевской соединительной линии границей с Московско-Курским регионом установлен Пост Алексеевский станции Москва-Рижская (включая).
На полигоне региона, на станции Белый Раст находится транспортно-логистический центр РЖД с контейнерным терминалом, один из трёх в Подмосковье. Новыми опорными станциями для местной грузовой работы в регионе с 2020 года станут Поварово-3 и Сандарово.

## Территория
Московско-Смоленский регион обслуживает следующие линии:
- Савёловское направление МЖД : Москва-Бутырская — Савёлово (не включая Савёлово, на этой станции граница с ОЖД), Москва-Бутырская — Дубна.
- Рижское направление МЖД : Москва-Рижская — Шаховская (одной остановкой далее идёт граница с ОЖД)
- Смоленское (Белорусское) направление МЖД: Москва-Пассажирская-Смоленская — Можайск (далее граница со Смоленским регионом МЖД)
- Киевское направление МЖД: Москва-Пассажирская-Киевская — Кудринская (далее граница с Брянским регионом МЖД)
  - Хордовая линия Вязьма — Сызрань через Киевское направление: Угрюмово — Тихонова Пустынь — Калуга-1 — 217 км
- Большое кольцо МЖД — только участок 39 км (40 км) — Сандарово / 283 км, с обоих концов граница с Московско-Курским регионом МЖД, на съездах Поварово-3 — Поварово-1 — примыкание к главному ходу ОЖД
- Участок Алексеевской соединительной линии от Москвы-Пасс.-Смоленской до Поста Алексеевского станции Москвы-Рижской, далее Московско-Курский регион МЖД.

## Управление
Управление находится в Москве, на площади Тверская Застава, д. 5, корп. 1
С 2015 года начальник Московско-Смоленского региона МЖД в ранге заместителя начальника МЖД — Игорь Домбровский (в прошлом 1-й заместитель начальника Улан-Баторской железной дороги в Монголии).
Начальник Московско-Смоленского центра организации работы железнодорожных станций (ДЦС-3) — Василий Михайлов (с 2021 года).
Председатель Совета ветеранов Московско-Смоленского региона — Юрий Катаев.